# Rally di Roma Capitale 2020
El Rally di Roma Capitale 2020 fue la 8.º edición y la primera ronda de la temporada 2020 del Campeonato de Europa de Rally. Se celebró del 24 de julio al 26 de julio y contó con un itinerario de quince tramos sobre asfalto que sumaban un total de 197.80 km cronometrados.
El ganador de la prueba fue el actual campeón defensor, el ruso Alexey Lukyanuk que consiguió su primera victoria de la temporada y su segunda victoria en este rally, fue acompañado en el podio por el local Giandomenico Basso y el sueco Oliver Solberg que consiguió su primer podio en un rally de asfalto en su carrera.

## Itinerario
| Día                     | Tramo | Nombre                         | Distancia | Ganador de la etapa | Automóvil              | Tiempo  | Líder de la general |
| ----------------------- | ----- | ------------------------------ | --------- | ------------------- | ---------------------- | ------- | ------------------- |
| Día 1 (24 de julio)     | -     | Fumone (Shakedown)             | 4.02 km   | Giandomenico Basso  | Volkswagen Polo GTI R5 | 2:11.3  | -                   |
| Día 2 (25 de julio)     | SS1   | Pico - Greci 1                 | 13.40 km  | Alexey Lukyanuk     | Citroën C3 R5          | 7:59.1  | Alexey Lukyanuk     |
| Día 2 (25 de julio)     | SS2   | Roccasecca - Colle San Magno 1 | 13.93 km  | Alexey Lukyanuk     | Citroën C3 R5          | 8:21.5  | Alexey Lukyanuk     |
| Día 2 (25 de julio)     | SS3   | Santopadre - Artino 1          | 21.17 km  | Alexey Lukyanuk     | Citroën C3 R5          | 13:04.7 | Alexey Lukyanuk     |
| Día 2 (25 de julio)     | SS4   | Pico - Greci 2                 | 13.40 km  | Alexey Lukyanuk     | Citroën C3 R5          | 8:03.2  | Alexey Lukyanuk     |
| Día 2 (25 de julio)     | SS5   | Roccasecca - Colle San Magno 2 | 13.93 km  | Alexey Lukyanuk     | Citroën C3 R5          | 8:23.2  | Alexey Lukyanuk     |
| Día 2 (25 de julio)     | SS6   | Santopadre - Artino 2          | 21.17 km  | Alexey Lukyanuk     | Citroën C3 R5          | 13:01.0 | Alexey Lukyanuk     |
| Día 3 (26 de julio)     | SS7   | Rocca di Cave 1                | 7.25 km   | Giandomenico Basso  | Volkswagen Polo GTI R5 | 5:05.3  | Alexey Lukyanuk     |
| Día 3 (26 de julio)     | SS8   | Rocca Santo Stefano 1          | 14.60 km  | Giandomenico Basso  | Volkswagen Polo GTI R5 | 8:20.8  | Alexey Lukyanuk     |
| Día 3 (26 de julio)     | SS9   | Guarcino 1                     | 11.75 km  | Andrea Crugnola     | Citroën C3 R5          | 6:31.1  | Alexey Lukyanuk     |
| Día 3 (26 de julio)     | SS10  | Rocca di Cave 2                | 7.25 km   | Andrea Crugnola     | Citroën C3 R5          | 5:04.7  | Alexey Lukyanuk     |
| Día 3 (26 de julio)     | SS11  | Rocca Santo Stefano 2          | 14.60 km  | Andrea Crugnola     | Citroën C3 R5          | 8:16.7  | Alexey Lukyanuk     |
| Día 3 (26 de julio)     | SS12  | Guarcino 2                     | 11.75 km  | Andrea Crugnola     | Citroën C3 R5          | 6:27.1  | Alexey Lukyanuk     |
| Día 3 (26 de julio)     | SS13  | Rocca di Cave 3                | 7.25 km   | Andrea Crugnola     | Citroën C3 R5          | 5:04.0  | Alexey Lukyanuk     |
| Día 3 (26 de julio)     | SS14  | Rocca Santo Stefano 3          | 14.60 km  | Giandomenico Basso  | Volkswagen Polo GTI R5 | 8:14.3  | Alexey Lukyanuk     |
| Día 3 (26 de julio)     | SS15  | Guarcino 3                     | 11.75 km  | Andrea Crugnola     | Citroën C3 R5          | 6:27.9  | Alexey Lukyanuk     |
| Fuente:ewrc-results.com |       |                                |           |                     |                        |         |                     |

## Clasificación final
| Pos.                     | Piloto                   | Copiloto            | Automóvil              | Tiempo    | Puntos  |
| General                  | General                  | General             | General                | General   | General |
| ------------------------ | ------------------------ | ------------------- | ---------------------- | --------- | ------- |
| 1                        | Alexey Lukyanuk          | Dmitriy Eremeev     | Citroën C3 R5          | 1:58:57.0 | 30      |
| 2                        | Giandomenico Basso       | Lorenzo Granai      | Volkswagen Polo GTI R5 | +16.1     | 24      |
| 3                        | Oliver Solberg           | Aaron Johnston      | Volkswagen Polo GTI R5 | +1:03.2   | 21      |
| 4                        | Craig Breen              | Paul Nagle          | Hyundai i20 R5         | +1:57.0   | 19      |
| 5                        | Simone Tempestini        | Sergiu Itu          | Škoda Fabia R5         | +1:58.3   | 17      |
| 6                        | Efrén Llarena            | Sara Fernández      | Citroën C3 R5          | +2:15.9   | 15      |
| 7                        | Grégoire Munster         | Louis Louka         | Hyundai i20 R5         | +2:20.5   | 13      |
| 8                        | Filip Mareš              | Radovan Bucha       | Škoda Fabia Rally2 evo | +2:26.0   | 11      |
| 9                        | Rudy Michelini           | Michele Perna       | Volkswagen Polo GTI R5 | +2:31.9   | [ n 1 ] |
| 10                       | Emil Lindholm            | Mikael Korhonen     | Škoda Fabia Rally2 evo | +2:54.0   | 9       |
| 11                       | Mikołaj Marczyk          | Szymon Gospodarczyk | Škoda Fabia Rally2 evo | +3:25.1   | 7       |
| 12                       | Alessandro Re            | Paolo Zanini        | Volkswagen Polo GTI R5 | +3:25.8   | 5       |
| 13                       | Antonio Rusce            | Sauro Farnocchia    | Citroën C3 R5          | +4:10.2   | 4       |
| 14                       | Marco Signor             | Francesco Pezzoli   | Volkswagen Polo GTI R5 | +4:16.3   | [ n 1 ] |
| 15                       | Dominik Dinkel           | Ursula Mayrhofer    | Škoda Fabia Rally2 evo | +4:47.1   | 3       |
| 16                       | Luca Bottarelli          | Walter Pasini       | Škoda Fabia R5         | +4:48.6   | [ n 1 ] |
| 17                       | Alberto de Thurn y Taxis | Bernhard Ettel      | Škoda Fabia Rally2 evo | +4:54.4   | 2       |
| 18                       | Marijan Griebel          | Pirmin Winklhofer   | Citroën C3 R5          | +6:24.1   | 1       |
| Fuente: ewrc-results.com |                          |                     |                        |           |         |

## Clasificaciones tras la carrera
| Posición | Piloto             | Puntos | Cambios de posición |
| -------- | ------------------ | ------ | ------------------- |
| 1        | Alexey Lukyanuk    | 38     | Sin cambios         |
| 2        | Giandomenico Basso | 32     | Sin cambios         |
| 3        | Oliver Solberg     | 26     | Sin cambios         |
| 4        | Craig Breen        | 19     | Sin cambios         |
| 5        | Simone Tempestini  | 19     | Sin cambios         |

| Posición | Equipo                         | Puntos | Cambios de posición |
| -------- | ------------------------------ | ------ | ------------------- |
| 1        | Rallye Team Spain              | 52     | Sin cambios         |
| 2        | Saintéloc Junior Team          | 43     | Sin cambios         |
| 3        | Estonian Autosport Junior Team | 40     | Sin cambios         |
| 4        | Team MRF Tyres                 | 38     | Sin cambios         |
| 5        | LORAN s.r.l                    | 32     | Sin cambios         |